# Петар Ивановић Перица
Петар Ивановић — Перица (Сараново, код Раче, 16. јун 1924 — Бапска, код Шида, 30. јануар 1945), учесник Народноослободилачке борбе и народни херој Југославије.

## Биографија
Рођен је 16. јуна 1924. године у селу Саранову, код Раче Крагујевачке. После завршене основне школе, учио је кројачки занат. За време учења заната, дошао је додир са младим радницима и преко њих добио прва сазнања о револуционарном радничком покрету.
У лето 1941. године, са свега 17 година отишао је у партизане. Ступио је у Рачанску чету Другог шумадијског партизанског одреда. Убрзо по одласку у партизане, био је примљен у чланство Савеза комунистичке омладине Југославије (СКОЈ), а у децембру 1941. године и у чланство Комунистичке партије Југославије (КПЈ). Иако веома млад, од првих борби се истицао храброшћу. Због своје младости и храбрости био је омиљен међу борцима у читавом Одреду.
После Прве непријатељске офанзиве, крајем 1941. године са главнином партизанских снага се повукао у Санџак, а одатле је почетком 1942. године прешао у источну Босну, где је марта 1942. ступио у тада формирану Другу пролетерску ударну бригаду. Поред Перице, у овој бригади је било још „деце-бораца”, међу којима су најпознатији народни хероји — Бошко Буха и Саво Јовановић Сирогојно. Заједно са Другом пролетерском бригадом, Перица је прошао ратни пут од источне Босне, преко Херцеговине, Босанске крајине, Книнске крајине, Црне Горе, Санџака, западне Србије и Београда, до Срема.
Као борац-бомбаш, истакао се у више борби. Приликом напада на Босанско Грахово, 1942. године извршио је више узастопних јуриша на бункере, након чега је био унапређен у заставника у батаљону. Такође се истакао и у борбама против четника на Дурмитору и усташа, у нападу Купреса. Често је изводио невероватне акције, па су га саборци прозвали „дете среће”. У борбама за ослобођење Јајца, 1942. године, он је с пушкомитраљезом пришао на двадесетак метара од усташког бункера, засуо га ватром и уништио посаду. У борбама са четницима, на Мањачи је био рањен.
Био је учесник борби током Четврте и Пете непријатељске офанзиве, 1943. године. У лето и јесен 1944. године учествовао је борбама за продор у Србију. Потом је код Ариља и Ивањице, учествовао у борбама против Немца, Бугара и четника. Тада је извео још један подвиг — на путу Ариље-Ивањица је с бомбама сачекао колону бугарских тенкова и засуо је бомбама. Том приликом је заробио неколико бугарских војника и два официра, који су искочили из уништених тенкова. Октобра 1944. године учествовао је у борбама за ослобођење Београда и борбама за формирање Сремског фронта.
Јануара 1945. године, у жестоким борбама за време снажног немачког против удара на Сремском фронту, познатом као „Зимска олуја”, био је тешко рањен од стране немачког снајперисте. Он се тада налазио поред противтенковског топа, да би нишанџији показао место где треба гађати кућу, у којој су се Немци утврдили и тада га је снајпериста погодио у главу. Другови су га одмах пренели у болницу Друге пролетерске дивизије, која се налазила у селу Бапска, код Шида, али је од последица рањавања умро 30. јануара 1945. године.
Указом Президијума Народне скупштине Федеративне Народне Републике Југославије, 21. децембра 1951. године, проглашен је за народног хероја.